# Двухцелевой реактор
Двухцелевой реактор — ядерный реактор, предназначенный одновременно для производства в активной зоне ядерного топлива (оружейный плутоний) и для выработки тепловой энергии. Также в реакторах могут производиться различные изотопы веществ, например для целей медицины.
Такой реактор очень эффективно использует ядерное топливо, так как в ходе потребления топлива сам вырабатывает новое топливо.
При проектировании двухцелевого реактора исходят из обеспечения максимальных коэффициентов воспроизводства (КВ) ядерного топлива, иногда даже за счёт существенного снижения параметров и ухудшения КПД энергетического цикла.
Двухцелевыми реакторами могут быть реакторы на быстрых или тепловых нейтронах, канальные реакторы, корпусные реакторы, со специально выделенной зоной воспроизводства ядерного топлива и др.
Первый опытный реактор на быстрых нейтронах (ЕВR-1) появился в США в 1951 году. Это был двухцелевой реактор «Энрико Ферми» (США).